# Petr II. z Alençonu
Petr II. z Alençonu, zvaný Šlechetný (1340? – 20. září 1404, Argentan) V letech 1361 až 1404 byl hrabětem z Alençonu a v letech 1377 až 1404 hrabětem z Perche.

## Životopis
Narodil se jako syn Karla II. z Alençonu a Marie de La Cerda y de Lara. Na rytíře byl pasován v roce 1350. Téhož roku byl v bitvě u Poitiers zajat Angličany francouzský král Jan II. , který byl v roce 1360 vyměněn Petra II. z Aleçonu. Do Francie se vrátil v roce 1370. S bratrem Robertem bojovali proti Angličanům v Akvitánii, obsadili Limoges, ale nepodařilo se jim udržet si Usson. Petr následně bojoval pod Bertrandem du Guesclin v Bretani a byl zraněn u Hennebontu, v roce 1388 se zúčastnil expedice proti Vilémovi I. z Guelders a Jülichu.

## Manželství a potomci
10. října 1371 se Petr oženil s Marií Chamaillart, vikomtesou z Beaumont-au-Maine, se kterou měl osm dětí:
1. Marie z Alençonu (29. března 1373 – 1417), v roce 1390 se v Paříži provdala za Jana VII. z Harcourtu, hraběte z Harcourt a Aumale.
2. Petr (1374–1375)
3. Jan (1375–1376)
4. Marie (1377)
5. Johana (1378–1403)
6. Kateřina z Alençonu (1380 – 25. června 1462), v roce 1411 se provdala za Petra z Évreux (1366–1412). 1. října 1413 se provdala za Ludvíka VII. Bavorského.
7. Markéta (1383 – po 1400), jeptiška
8. Jan I. z Alençonu (1385–1415)

Měl také jednoho nemanželského syna:
1. Petr, "Bastard z Alençonu", lord z Aunou.